# Дрімлюга рудий
Дрімлюга рудий (Antrostomus rufus) — вид дрімлюгоподібних птахів родини дрімлюгових (Caprimulgidae). Мешкає в Центральній і Південній Америці.

## Опис
Довжина птаха становить 25-30 см, вага 87-98 г. Забарвлення переважно рудувато-коричневе, на задній частині шиї охристий "комір", на горлі широка біла смуга. Верхня частина тіла поцяткована темно-коричневими смугами, крила поцятковані темно-коричневими плямами і смугами, нижня частина тіла поцяткована темно-коричневими і білими плямами. Білі плями на крилах відсутні. Три крайні пари стернових пер на кінці білі, у самиць охристі. Представники різних підвидів вирізняються відтінком забарвлення, розмірами і кількістю плям.

## Таксономія
Рудий дрімлюга був описаний французьким натуралістом Жоржем-Луї Леклерком де Бюффоном в 1780 році в праці «Histoire Naturelle des Oiseaux». Біномінальну назву птах отримав в 1783 році, коли нідерландський натураліст Пітер Боддерт класифікував його під назвою Caprimulgus rufus у своїй праці Planches Enluminées. Традиційно рудого дрімлюгу відносили до роду Дрімлюга (Caprimulgus), однак за результатами низки молекулярно-генетичних досліджень його, разом з низкою інших видів було переведено до відновленого роду Antrostomus.

## Підвиди
Виділяють чотири підвиди:
- A. r. minimus (Griscom & Greenway, 1937) — від півдня Коста-Рика до Колумбії і Венесуели, острів Тринідад;
- A. r. rufus (Boddaert, 1783) — півднна Венесуела, Гвіана і північна Бразилія;
- A. r. otiosus Bangs, 1911 — острів Сент-Люсія;
- A. r. rutilus Burmeister, 1856 — від південної Бразилії і східної Болівії до північної Аргентини.

## Поширення і екологія
Руді дрімлюги мешкають в Коста-Риці, Панамі, Колумбії, Венесуелі, Гаяні, Суринамі, Французькій Гвіані, Болівії, Бразилії, Аргентині, Парагваї, на Тринідаді і Тобаго і Сент-Люсії, трапляються в Еквадорі і Перу. Вони живуть в сухих і вологих тропічних лісах, на узліссях, в чагарникових заростях, в саванах і садах. Зустрічаються на висоті до 1000 м над рівнем моря. Живляться комахами, яких ловлять в польоті, злітають з низько розташованої гілки. Сезон розмноження триває в Панамі триває з січня по травень, на Тринідаді з лютого по травень, в Колумбії з квітня по травень. Відкладають яйця просто на голу землю. В кладці 1-2 яйця.